# Mahtowa, Minnesota
Mahtowa, Minnesota (енгл. Mahtowa) насељено је место без административног статуса у америчкој савезној држави Минесота.

## Демографија
По попису из 2010. године број становника је 370.
| Група             | 2000.    | 2010.       |
| Белци             | 0 (0,0%) | 363 (98,1%) |
| Афроамериканци    | 0 (0,0%) | 0 (0,0%)    |
| Азијати           | 0 (0,0%) | 1 (0,3%)    |
| Хиспаноамериканци | 0 (0,0%) | 0 (0,0%)    |
| Укупно            | 0        | 370         |